# Ginástica rítmica nos Jogos Olímpicos de Verão de 2012 - Individual geral
A prova individual geral da ginástica rítmica nos Jogos Olímpicos de Verão de 2012 foi realizada entre 9 e 11 de agosto na Arena Wembley, em Londres.

## Calendário
Horário local (UTC+1)
| Dia          | Horário | Fase          |
| ------------ | ------- | ------------- |
| 9 de agosto  | 12:00   | Rotação 1 e 2 |
| 10 de agosto | 12:00   | Rotação 3 e 4 |
| 11 de agosto | 13:30   | Final         |

## Medalhistas
| Ouro   | RUS Yevgeniya Kanayeva |
| Prata  | RUS Daria Dmitrieva    |
| Bronze | BLR Liubov Charkashyna |

## Resultados

### Qualificação
As dez melhores ginastas classificaram-se para a final.
| Pos. | Ginasta                      |        |      |        |      |        |      |        |      | Total   | Notas |
| Pos. | Ginasta                      | Pontos | Pen. | Pontos | Pen. | Pontos | Pen. | Pontos | Pen. | Total   | Notas |
| ---- | ---------------------------- | ------ | ---- | ------ | ---- | ------ | ---- | ------ | ---- | ------- | ----- |
| 1    | RUS Yevgeniya Kanayeva       | 29.525 |      | 28.100 |      | 28.975 |      | 29.400 |      | 116.000 | Q     |
| 2    | RUS Daria Dmitrieva          | 28.800 |      | 29.000 | 0.05 | 27.800 |      | 28.925 |      | 114.525 | Q     |
| 3    | AZE Aliya Garayeva           | 28.350 |      | 27.450 | 0.10 | 27.850 |      | 28.200 |      | 111.850 | Q     |
| 4    | BUL Sylvia Miteva            | 27.800 |      | 27.700 |      | 27.325 |      | 28.100 |      | 110.925 | Q     |
| 5    | BLR Liubov Charkashyna       | 28.400 |      | 28.050 |      | 27.450 |      | 26.550 |      | 110.450 | Q     |
| 6    | KOR Son Yeon-jae             | 27.825 |      | 28.075 |      | 26.350 | 0.05 | 28.050 |      | 110.300 | Q     |
| 7    | UKR Alina Maksymenko         | 28.125 |      | 27.300 |      | 27.800 |      | 26.800 |      | 110.025 | Q     |
| 8    | POL Joanna Mitrosz           | 27.250 |      | 27.425 |      | 27.625 |      | 27.450 |      | 109.750 | Q     |
| 9    | ISR Neta Rivkin              | 26.200 | 0.45 | 27.450 |      | 27.525 |      | 27.725 | 0.05 | 108.900 | Q     |
| 10   | UKR Ganna Rizatdinova        | 26.800 | 0.10 | 27.350 |      | 27.750 |      | 26.950 | 0.05 | 108.850 | Q     |
| 11   | CHN Deng Senyue              | 26.800 |      | 27.150 |      | 27.575 |      | 27.300 |      | 108.825 |       |
| 12   | BLR Melitina Staniouta       | 26.700 |      | 27.500 |      | 27.600 |      | 26.875 |      | 108.675 |       |
| 13   | FRA Delphine Ledoux          | 27.150 |      | 27.100 |      | 27.250 |      | 26.675 |      | 108.175 |       |
| 14   | ESP Carolina Rodríguez       | 26.625 |      | 26.900 |      | 27.175 |      | 26.100 |      | 106.800 |       |
| 15   | KAZ Anna Alyabyeva           | 26.575 |      | 27.200 | 0.05 | 25.250 |      | 27.400 |      | 106.425 |       |
| 16   | ITA Julieta Cantaluppi       | 26.675 |      | 25.200 |      | 26.850 |      | 26.550 |      | 105.275 |       |
| 17   | GER Jana Berezko-Marggrander | 26.575 |      | 26.300 |      | 27.325 |      | 24.900 |      | 105.100 |       |
| 18   | AUT Caroline Weber           | 25.950 |      | 25.925 |      | 26.725 |      | 26.350 |      | 104.950 |       |
| 19   | CYP Chrystalleni Trikomiti   | 26.250 |      | 26.250 | 0.05 | 26.375 | 0.05 | 25.650 | 0.05 | 104.675 |       |
| 20   | UZB Ulyana Trofimova         | 24.625 |      | 24.650 |      | 23.275 | 0.10 | 24.800 |      | 97.350  |       |
| 21   | USA Julie Zetlin             | 24.450 |      | 23.750 |      | 24.225 | 0.05 | 24.250 |      | 96.675  |       |
| 22   | AUS Janine Murray            | 23.100 |      | 24.350 |      | 23.875 |      | 25.000 |      | 96.325  |       |
| 23   | EGY Yasmine Rostom           | 23.775 |      | 23.925 | 0.20 | 25.050 |      | 23.500 |      | 96.250  |       |
| 24   | GBR Francesca Jones          | 24.550 |      | 24.200 |      | 21.975 |      | 23.900 |      | 94.625  |       |

### Final
Na final os pontos obtidos na fase de classificação não foram considerados obtendo a medalha de ouro a ginasta com melhor pontuação.
| Pos.              | Ginasta                |        |      |        |      |        |      |        |      | Total   | Notas |
| Pos.              | Ginasta                | Pontos | Pen. | Pontos | Pen. | Pontos | Pen. | Pontos | Pen. | Total   | Notas |
| ----------------- | ---------------------- | ------ | ---- | ------ | ---- | ------ | ---- | ------ | ---- | ------- | ----- |
| Medalha de ouro   | RUS Yevgeniya Kanayeva | 29.200 |      | 29.350 |      | 29.450 |      | 28.900 |      | 116.900 |       |
| Medalha de prata  | RUS Daria Dmitrieva    | 28.350 |      | 28.300 | 0.05 | 28.750 | 0.05 | 29.100 |      | 114.500 |       |
| Medalha de bronze | BLR Liubov Charkashyna | 28.000 |      | 28.100 |      | 27.525 | 0.05 | 28.075 |      | 111.700 |       |
| 4                 | AZE Aliya Garayeva     | 27.825 |      | 27.925 |      | 27.575 |      | 28.250 |      | 111.575 |       |
| 5                 | KOR Son Yeon-jae       | 28.325 |      | 28.050 |      | 26.750 |      | 28.350 |      | 111.475 |       |
| 6                 | UKR Alina Maksymenko   | 26.675 |      | 27.950 |      | 27.550 |      | 27.450 |      | 109.625 |       |
| 7                 | ISR Neta Rivkin        | 26.850 | 0.05 | 27.350 |      | 27.800 |      | 27.000 |      | 109.000 |       |
| 8                 | BUL Sylvia Miteva      | 27.100 | 0.05 | 27.450 |      | 26.750 |      | 27.650 |      | 108.950 |       |
| 9                 | POL Joanna Mitrosz     | 27.150 |      | 27.475 |      | 26.850 |      | 27.425 |      | 108.900 |       |
| 10                | UKR Ganna Rizatdinova  | 27.050 | 0.10 | 26.750 | 0.05 | 26.975 |      | 26.500 | 0.05 | 107.400 |       |